# Мотузка (фільм)
«Мотузка» (англ. Rope) — фільм Альфреда Хічкока, знятий у 1948 році за мотивами п'єси Патрика Гемілтона «На кінці мотузки».

## Сюжет
Професор Руперт Кеделл читає лекції про надлюдину, і двоє його студентів, Брендон Шоу і Філліп Морган вирішили перевірити його теорії на практиці. Щоб розширити межі своїх можливостей, вони задушили однокурсника Кентлі, заховали його тіло в скриню, яку перетворили на стіл для гостей — батьків і нареченої убитого, з'являється і сам Кеделл. Шоу і Морган починають вести з гостями небезпечну гру…

## У ролях
- Джеймс Стюарт — Реперт Кеделл
- Джон Долл — Брендон Шоу
- Фарлі Грейнджер — Філіп Морган
- Седрік Хардвік — містер Кентлі
- Констанс Кольєр — місіс Етуотер
- Дуглас Дік — Кеннет Лоуренс
- Едіт Евансон — місіс Вілсон
- Дік Хоган — Девід Кентлі
- Джоан Чандлер — Джанет Вокер

## Знімальна група
- Режисер: Альфред Хічкок
- Сценарій: Джеймс МакКосленд, Джордж Міллер
- Продюсер: Альфред Хічкок
- Оператори: Вільям Скелл, Джозеф Валентайн
- Композитор: Девід Батгольф

## Цікаві факти
- «Мотузка» — головний експериментальний фільм Альфреда Хічкока. У фільмі вісім десятихвилинних безперервних планів; десять хвилин — довжина однієї касети з плівкою, що заправляється в кінокамеру. Вісім монтажних переходів різко контрастують з іншими фільмами Альфреда Хічкока, де все побудовано на монтажі.
- Це також перший кольоровий фільм Альфреда Хічкока; крім того, він вперше дебютував як продюсер.
- Альфред Хічкок був натхнений телевізійною постановкою ВВС 1939 року, першою екранізацією п'єси Патріка Хемілтона. У цьому фільмі режисер і продюсер Даллас Бауер придумав постійно тримати в кадрі ящик з тілом убитого.
- В основі фільму лежить реальна справа вбивць Натана Леопольда і Річарда Лоебба. Пізніше ця історія також стане основою кримінальної драми Річарда Флейшера «Насилля» (1959), а під своїми іменами Леопольд і Лоебб з'являться у фільмі «Непритомність» (1992), а також в біографічній телевізійній драмі «Дерроу» (1991), присвяченій легендарному адвокатові Клеренсу Дерроу (цю роль зіграв Кевін Спейсі)[1].